# Jumièges
Jumièges är en kommun i departementet Seine-Maritime i regionen Normandie i nordvästra Frankrike. År 2022 hade Jumièges 1 743 invånare.
I Jumièges finns ruinerna efter den benediktinska klosterkyrkan från 1040–1067. Klosterkyrkan är ett av de äldsta exemplen på den romanska arkitekturen, den normandiska stilen, i Frankrike. Klostret grundades 624, plundrades av vikingar 842 och återuppfördes av Rollos son 925 och förstördes slutligen efter franska revolutionen 1789.

## Befolkningsutveckling
| Befolkningsutvecklingen i Jumièges 1968–2021 | Befolkningsutvecklingen i Jumièges 1968–2021 | Befolkningsutvecklingen i Jumièges 1968–2021 | Befolkningsutvecklingen i Jumièges 1968–2021 | Befolkningsutvecklingen i Jumièges 1968–2021 |
| -------------------------------------------- | -------------------------------------------- | -------------------------------------------- | -------------------------------------------- | -------------------------------------------- |
|                                              |                                              |                                              |                                              |                                              |
| År                                           |                                              |                                              | Folkmängd                                    |                                              |
| 1968                                         | 1968                                         |                                              | 1 305                                        |                                              |
| 1975                                         | 1975                                         |                                              | 1 474                                        |                                              |
| 1982                                         | 1982                                         |                                              | 1 634                                        |                                              |
| 1990                                         | 1990                                         |                                              | 1 641                                        |                                              |
| 1999                                         | 1999                                         |                                              | 1 714                                        |                                              |
| 2007                                         | 2007                                         |                                              | 1 715                                        |                                              |
| 2015                                         | 2015                                         |                                              | 1 757                                        |                                              |
| 2021                                         | 2021                                         |                                              | 1 726                                        |                                              |